# Greenmount (Australia)

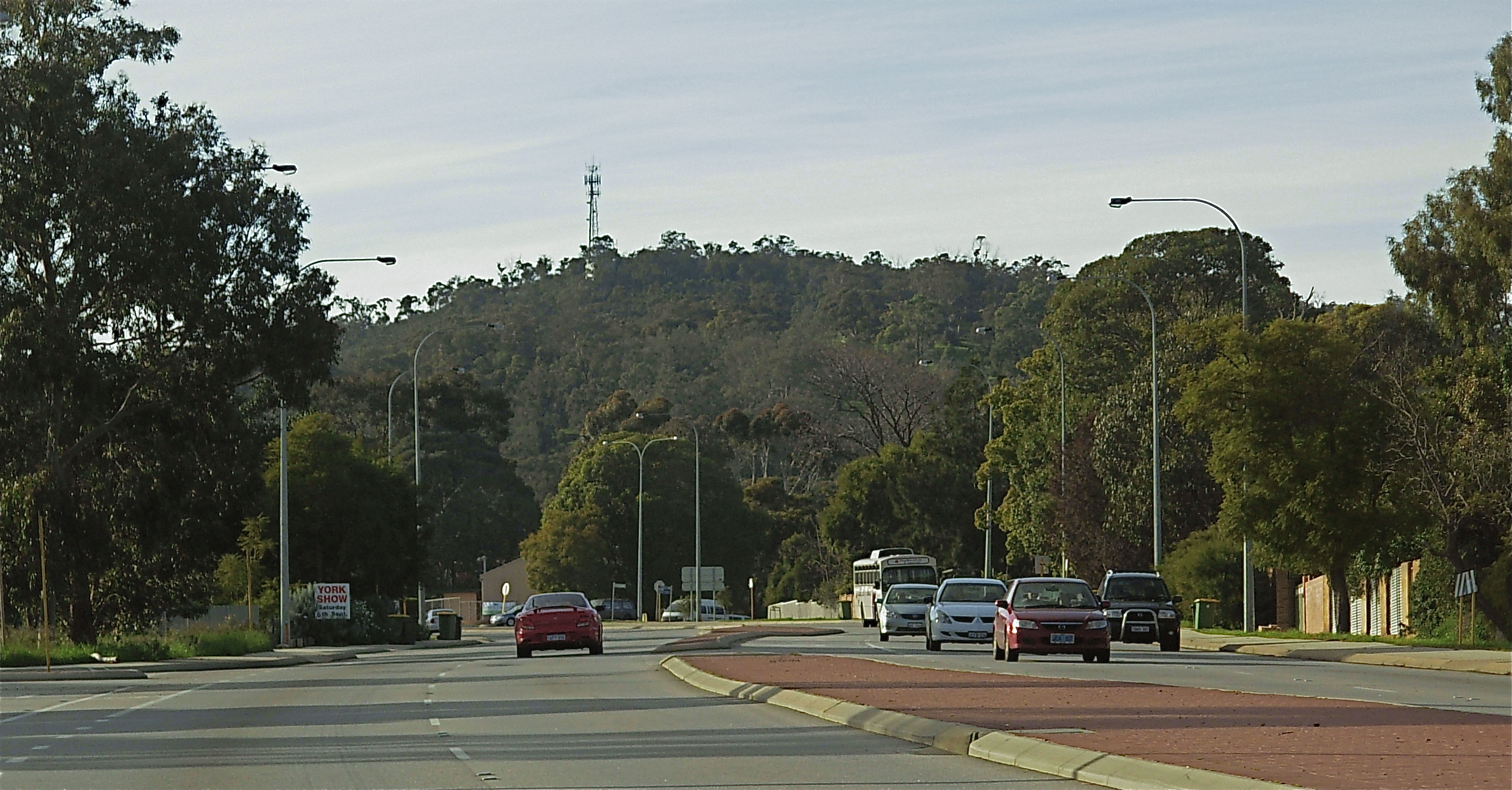
Greenmount vista dall'autostrada Great Eastern Highway

Greenmount è una località della Contea di Mundaring in Australia Occidentale, a fianco di Darling Scarp. É uno snodo cruciale per le rotte di trasporto dalla Pianura costiera del Cigno (Swan Coastal Plain) e l'entroterra dello stato.